# Rodona (música)
|  | Aquest article tracta sobre el símbol de l'escriptura musical. Vegeu-ne altres significats a «Rodona». |

Una nota rodona amb el seu silenci.

La rodona o redona (en català occidental i balear) és el símbol utilitzat per indicar en escriptura musical una nota so amb una duració de temps que equival a dues blanques. Es representa amb un cercle lleugerament ovalat amb interior blanc, sense cap línia ni adorn. El seu silenci equivalent és el "silenci de rodona", que significa que durant el temps equivalent a la rodona no s'efectua cap so.